# Iarlaganda
Iarlaganda va ser el dissetè rei de Sumer de la Dinastia Guti. Va regnar cap a finals del tercer mil·lenni aC.
Segons la Llista de reis sumeris va governar durant se anys. Va ser precedit per Puzur-Sin i succeït per Si'um.